# Th
Th / th es un dígrafo del alfabeto latino compuesto por t y h. Originalmente se introdujo al latín para transcribir préstamos del griego. En la actualidad, representa varios sonidos diferentes; no obstante, este dígrafo está presente en los siguientes préstamos griegos: pathos y ethos que son aquellas grafías que se han mantenido en su forma original y que no se han adaptado a la lengua castellana. Es el dígrafo más común en orden de frecuencia en el idioma inglés.

## Por fonema

### Dos consonantes(/th/)

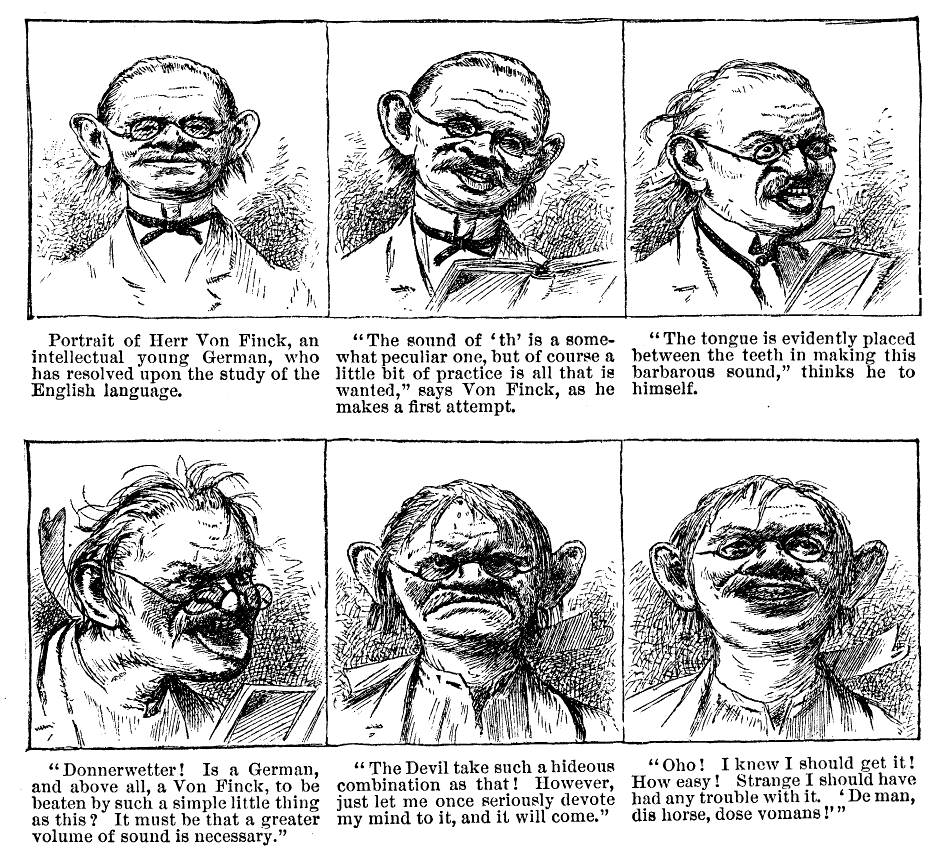
Cómic de Arthur Burdett Frost: un alemán intentando pronunciar los sonidos de th en inglés.

En inglés, el uso más lógico de th es representar la secuencia de los fonemas /t/ y /h/, como en knighthood (pronunciación en inglés: /ˈnaɪthʊd/ «caballería»). Sin embargo, en este caso, th no se considera un dígrafo, ya que un dígrafo es un par de letras que representan un solo fonema, sino que surge de la unión de dos palabras, knight «caballero» y –hood «–idad» (cualidad de).

### Consonante aspirada/tʰ/
El dígrafo th se introdujo por primera vez en el latín para transcribir la letra theta (Θ, θ) en préstamos del griego. Theta se pronunciaba como una aspiración (/tʰ/) en griego clásico y koiné.
Th se utiliza en sistemas de transcripción académica para representar letras en alfabetos del sur y este de Asia que tienen el valor /tʰ/. Por ejemplo, según el Real sistema general tailandés de transcripción, th representa en el idioma tailandés el fonema /tʰ/, como en la propia palabra ไทย thai, /tʰaj/.
Th también se usa para transcribir el fonema /tʰ/ en las lenguas bantúes meridionales, como el zulú y el tswana.

### Consonante fricativa dental sorda/θ/
Durante la Antigüedad tardía, el fonema griego representado por la letra θ mutó de la original aspiración (/tʰ/) a una fricativa dental sorda /θ/. En español de España, este sonido equivale a «za / ce / ci / zo / zu». Esta mutación afectó la pronunciación del dígrafo th, que comenzó a usarse para representar el fonema /θ/ en algunos de los idiomas que lo tenían.
Uno de los primeros idiomas en usar el dígrafo de esta manera fue el alto alemán antiguo, antes de la fase final de la segunda mutación consonántica, por la cual /θ/ y /ð/ se pronunciaron /d/.
El alfabeto latino usado en el inglés antiguo adaptó la letra rúnica þ (thorn), así como ð (eth; ðæt en inglés antiguo), una versión modificada de la letra latina d, para representar este sonido, pero el dígrafo th gradualmente reemplazó estas letras en el inglés medio. Sin embargo, durante los siglos VII y VIII, en el inglés antiguo temprano, las letras rúnicas no se utilizaron en un inicio y en cambio se prefería usar el dígrafo en su lugar.
En el inglés moderno, ejemplos del dígrafo th pronunciado como /θ/ son tooth (/ˈtuːθ/, «diente») o thunder (/ˈθʌndər/, «trueno»).
En irlandés antiguo y medio, th también se usó para /θ/, pero el sonido finalmente cambió a [h] (véase más adelante).
Otros idiomas que usan th para /θ/ incluyen el albanés y galés, que lo consideran una letra y no como un dígrafo, y lo alfabetizan entre la t y la u.

### Consonante fricativa dental sonora/ð/
El inglés también usa th para representar la fricativa dental sonora /ð/, como en father (/ˈfɑːðə/, «padre») o there (/ðər/ «allí»). Esta extensión inusual del dígrafo para representar un sonido sonoro es causada por el hecho de que, en inglés antiguo, los sonidos /θ/ y /ð/ estaban en relación alofónica entre sí y, por lo tanto, no era necesario distinguirlos rigurosamente en ortografía. Las letras þ y ð se usaron indiscriminadamente para ambos sonidos, y cuando fueron reemplazadas por th en el siglo XV, también se usaron para ambos sonidos. Por la misma razón, la s se usa en inglés tanto para /s/ como para /z/.
En el dialecto jerseyés del idioma normando, el fonema francés /ʁ/ se realiza como /ð/, y se escribe como th debido a la influencia del inglés, por ejemplo: m'suther (en francés, mesurer, en castellano «medir») o méthe (en francés, mère, en castellano «madre»).

### Consonante oclusiva retrofleja sorda/ʈ/
En la romanización del idioma javanés, se usa th para transcribir la oclusiva retrofleja sorda /ʈ/, que se escribe como ꦛ en el alfabeto javanés.

### Consonante oclusiva alveolar sorda /t/
Como ni /tʰ/ ni /θ/ eran fonemas nativos en latín, el sonido griego representado por th se pronunció /t/. La ortografía retuvo el dígrafo por razones etimológicas. Esta práctica se tomó prestada en alemán, francés, neerlandés y otros idiomas como el interlingua, donde th todavía aparece en palabras originalmente griegas, pero se pronuncia /t/. Este mismo proceso ocurrió en el castellano e italiano, aunque en estos idiomas directamente se eliminó la h. Por ejemplo, la palabra ortografía, que proviene del griego, ὀρθός orthós «recto», en alemán se escribe orthographie (/ɔɐ̯toːgʁafiː/), en francés orthographe (/ɔʀtɔgʀaf/) y en neerlandés orthografie (más comúnmente spelling).
Más modernamente, los idiomas francés, alemán e inglés ampliaron, por analogía, este criterio a las palabras para las cuales no existe una razón etimológica, pero en su mayor parte los sistemas de ortografía modernos lo han eliminado. Ejemplos en inglés del dígrafo th no-etimológico son el nombre del río Támesis (Thames, /ˈtɛmz/, que en inglés medio se escribió Temese) o el nombre de Anthony (pronunciado /ˈæntənɪ/, aunque es común el error de leerlo /ˈænθənɪ/) del latín Antonius.
En inglés, th puede indicar también /t/ para préstamos del francés o el alemán, como Neanderthal (/nɪˈændətɑːl/). El nombre inglés Thomas (/ˈtɒməs/) se pronuncia como una t porque fue prestado del idioma normando.

### Consonante oclusiva alveolar dental sorda /t̪/
En la transcripción de las lenguas aborígenes australianas, th representa una parada dental para la oclusiva alveolar sorda, es decir, /t̪/, como en castellano la letra t en «etnia».

### Consonante fricativa glotal sorda /h/
En las lenguas gaélicas irlandesa y escocesa, th representa la lenición (debilitamiento) de /t/. En la mayoría de los casos, la palabra inicialmente se pronuncia /h/. Por ejemplo: toil (/tɛlʲ/ «voluntad») → do thoil (/də hɛlʲ/ «tu voluntad»).
Este uso de dígrafos con h para indicar la lenición es distinto de los otros usos que derivan del latín. Si bien es cierto que la presencia de dígrafos con h en latín inspiró el mismo uso en gaélico, su asignación a fonemas se basa completamente en la lógica interna de los idiomas gaélicos y no tienen relación con el latín. También es una consecuencia de su historia: el dígrafo inicialmente, en irlandés antiguo y medio, designaba el fonema /θ/, pero luego los cambios de sonido mutaron y oscurecieron la correspondencia entre el grafema y el sonido, de modo que th incluso se encuentra en algunas palabras como piuthar («hermana») a pesar de que históricamente nunca ha sonado /θ/. Este es un ejemplo de «ortografía (histórica) invertida»: el modelo de palabras donde la fricativa interdental original había desaparecido entre vocales hizo que th fuera reinterpretado como un marcador de hiato.

### Consonante muda (Ø)
Las lenguas gaélicas irlandesa y escocesa la /t/ lenificada se silencia en posición final, por ejemplo: sgith (/skiː/, «cansado»). Y, aunque es raro, en posición inicial también se silencia, por ejemplo thu (/uː/ «tú»).
En inglés, también se silencia th en asthma (/ˈæsmə/ «asma») y clothes (/kloʊz/ «ropa»). En este caso a veces se suple con una fricativa dental sonora: /ˈkləʊðz/, y lo mismo pasa en todos sus derivados, por ejemplo: clothesline (/ˈkləʊðzlaɪn/ «cuerda para tender») o clothespin (/ˈkləʊðzpɪn/ «pinza para la ropa»).

### Carácter especial ᵺ
En algunos diccionarios ingleses, particularmente aquellos publicados por Random House, se usa ᵺ («te hache tachada») para diferenciar las palabras del inglés que se pronuncian /ð/, como the («el / la / los / las»), mientras que las palabras que se pronuncian /θ/, como thing («cosa») se escriben normal, sin el tachón.